# Transformers Egy
A Transformers Egy (eredeti cím: Transformers One) egy 2024-ben bemutatott amerikai animációs tudományos-fantasztikus akciófilm, amely Hasbro Transformers játéksorozatán alapul. Josh Cooley rendezte Eric Pearson forgatókönyvéből, valamint Andrew Barrer és Gabriel Ferrari íróduója, Barrer és Ferrari története alapján. A főbb szinkronhangok Chris Hemsworth, Brian Tyree Henry, Scarlett Johansson, Keegan-Michael Key, Steve Buscemi, Laurence Fishburne és Jon Hamm. A film bemutatja Optimus Fővezér és Megatron eredettörténetét és korai kapcsolatát, valamint azt, hogyan változtatták meg örökre Cybertron, a Transformerek szülőbolygójának sorsát. Ez a franchise első mozifilmje az 1986-os Transformers: The Movie óta.
2015 márciusában, a 2014-es Transformers: A kihalás kora megjelenése után a Paramount Pictures megbízta Akiva Goldsmant, hogy hozzon létre egy írói szobát, hogy ötleteket alkosson a potenciális jövőbeli Transformers-filmekhez. 2015 májusára Barrer és Ferrari leszerződtek, és előálltak egy animációs előzményfilm ötletével, amely a Cybertronon játszódik. A filmet 2017 augusztusában jelentették be, 2020 áprilisára pedig Cooley-t vették fel rendezőnek. Az animációs szolgáltatásokat az Industrial Light & Magic biztosította, a film zenéjét pedig Brian Tyler komponálta.
A filmet 2024. szeptember 11-én mutatták be először az ausztráliai Sydney-ben, az Egyesült Államokban 2024. szeptember 20-án mutatta be a Paramount Pictures, Magyarországon pedig 2024. október 10-én került mozikba, a UIP-Duna Film forgalmazásában.

## Cselekmény
A Cybertron egy érző robotok által lakott bolygó, akiket az Energon nevű anyag tart életben. Továbbá olyan transzformációs maggal is rendelkeznek, ami lehetővé teszi számukra, hogy járművekké alakuljanak át. Iacon városában egy bányász robot, Orion Pax, aki viszont nem rendelkezik maggal, behatol egy archívumba és megtekint egy felvételt a Fővezérekről, az első cybertron-iakról, akiket egy Primus névre hallgató istenség teremtett meg. A biztonsági őrök rátalálnak Orion-ra, de a legjobb barátja, D-16 kihúzza a bajból. Később az egyik Energon bányában, ahol ők is dolgoznak, baleset történik és egy másik bányász, Jazz bent reked. Orion és D-16 ugyan megmentik őt, de a felettesüket, Elita-1-et hibáztatják a történtek miatt és ezért lefokozzák.
Őrszem Fővezér, a Cybertron vezetője visszatér egy expedícióról és azt állítja, hogy visszavert egy Quintesson inváziót. Ennek megünneplésének érdekében megrendezi az "Iacon 5000-es" versenyt. Hogy bizonyítsák magukat, Orion és D-16 illegálisan beszállnak a versenybe, de veszítenek. Őrszem megigéri, hogy megjutalmazza őket, amiért akaratuk ellenére megnövelték a bányászati morált. Azonban a szemétégetőhöz osztják be őket, ahol találkoznak a különc B-127-tel. A roncsok között találnak egy chipet, amiben egy segélykérő üzenet rejlik Alpha Trion-tól, a Fővezérek egyikétől. Orion meggyőzi D-16-ot és B-127-et, hogy menjek el az üzenet koordinátáihoz: a bolygó felszínére. Útközben Elita is csatlakozik hozzájuk, amikor észreveszi, hogy fellógtak a felszín felé tartó teherszállító vonatra.
A négyes rátalál a deaktivált Alpha Trion-ra egy barlangban, valamint a többi Fővezér holttesteire. Amikor reaktiválódik, Alpha Trion felfedi, hogy Őrszem elárulta őket és titokban a Quintesson-oknak dolgozik. Ráadásul a kibányászott Energon-t is nekik adta azért cserébe, hogy ő uralhassa a Cybertron-t és eltávolította a bányászok magjait, hogy ezáltal alárendeltté váljanak. Alpha Trion felruházza a csapatot magokkal, így ők is át tudnak alakulni. Őrszem erői rajtuk ütnek és elfogják Alpha Trion-t, akit maga Őrszem végez ki. Üldözőik elől menekülve a csapat azt tervezi, hogy visszatérnek Iacon-ba és leleplezik Őrszemet, de túszul ejti őket az Őrgárda, egy harci robotokból álló alakulat, akik Őrszem ellen lázadnak. D-16 átveszi felettük az irányítást, miután legyőzi a vezérüket, Üstököst. Emiatt Orion elkezd aggódni barátja növekvő agressziója miatt, mióta megtudta az igazságot. Őrszem serege ismét megtalálja őket és elfogják D-16-ot, B-127-ot és az Őrgárda felét.
Elita biztatására Orion az Őrgárda megmaradt tagjai élén visszatér Iacon-ba, ahol megmenti társait és meggyőzi őket, hogy csatlakozzanak hozzá. Eközben Elita Őrszem jobbkeze, Airachnid memória fájlait felhasználva leleplezi Őrszemet, ezáltal mindenki megtudja az igazságot. Ugyan sikerül legyőzniük az árulót, Orion és D-16 nem tudnak megegyezni, hogy életben hagyják-e vagy sem. Ennek következtében D-16 véletlenül lelövi Orion-t. Eleinte elszörnyed a tette miatt, de végül a sorsára hagyja barátját, aki egy szakadékba zuhan. Példaképe, Megatronus Fővezér előtt tisztelegve felveszi a "Megatron" nevet, megöli Őrszemet és arra utasítja az Őrgárdát, hogy dúlják fel a várost.
Primus és a Fővezérek szellemei ráruházzák az Irányítás Mátrixát Orion-ra, aki ezáltal Optimus Fővezérré válik. Ezt követően megakadályozza Megatron ámokfutását és az Őrgárdával együtt száműzi őt Iacon-ból. A Mátrix ereje magokkal ruházza fel a bányászokat és a Cyberton kiszáradt Energon folyói ismét elkezdenek folyni. Optimus az újdonsült Autobotok vezetésével üzenetet küld a Quintesson-oknak, melyben arra utasítja őket, hogy maradjanak távol a Cybertron-tól. Eközben Megatron háborút hirdet Optimus ellen és új nevet ad az Őrgárdának, ami nem más, mint Álcák.

## Szereplők
| Szereplő                    | Eredeti hang        | Magyar hang              |
| --------------------------- | ------------------- | ------------------------ |
| Orion Pax / Optimus Fővezér | Chris Hemsworth     | Makranczi Zalán          |
| D-16 / Megatron             | Brian Tyree Henry   | Gémes Antos              |
| B-127 / Űrdongó             | Keegan-Michael Key  | Pál András               |
| Elita-1                     | Scarlett Johansson  | Csondor Kata             |
| Őrszem Fővezér              | Jon Hamm            | Széles Tamás             |
| Alpha Trion                 | Laurence Fishburne  | Schneider Zoltán         |
| Üstökös                     | Steve Buscemi       | Epres Attila             |
| Fülelő                      | Jon Bailey          | Simonyi Gáspár           |
| Sokkoló                     | Jason Konopisos     | Zalaba Ferenc            |
| KDQ-12                      | Jason Konopisos     | Orbán Gábor Tokaji Csaba |
| KDQ-1                       | Steve Blum          | Tokaji Csaba             |
| Iacon 5000 kommentátor      | Steve Blum          | Bognár Tamás             |
| Airachnid                   | Vanessa Liguori     | Varga Klára              |
| Hollószárny                 | Isaac Singleton Jr. | Olt Tamás                |
| Jazz                        | Evan Michael Lee    | Kerek Dávid              |
| Krómia                      | Jinny Chung         | Ténai Petra              |
| Arszi                       | Jinny Chung         | Kereki Anna              |
| Acélfej                     | TBA                 | Hám Bertalan             |
| Kormányos Jack              | TBA                 | Fehérváry Márton         |
| Égretörő                    | Josh Cooley         | Bergendi Áron            |
| Zéta Fővezér                | James Remar         | Bordás János             |
| Sérült versenyző            | Dillon Bryan        | Lovas Dániel             |

## Magyar változat
A szinkront a Mafilm Audio Kft. készítette. Forgalmazza a UIP-Duna Film.
- Főcím: Galambos Péter
- Magyar szöveg: Speier Dávid
- Felvevő hangmérnök: Schriffert László
- Vágó: Kajdácsi Brigitta
- Gyártásvezető: Hódos Edina
- Szinkronrendező: Tabák Kata
- Produkciós vezető: Hagen Péter

További magyar hangok: Cabello-Colini Borbála, Fáncsik Roland, Farkas Fanni, Fehér Péter, Fekete Anna Luca, Gáspár Bianka, Geri Tamás, Hábermann Lívia, Harcsik Róbert, Hegedűs Miklós, Ince Sára, Lovas Dániel, Makray Gábor, Mesterházy Gyula, Mohácsi Nóra, Nagy Edit, Pásztor Tibor, Szabó Andor, Téglás Judit, Weigert Viktor

## A filmben szereplő további Transformerek
Fővezérek
- Megatronus Prime (Megatronusz Fővezér)
- Alchemist Prime (Alkimista Fővezér)
- Amalgamus Prime (Amalgamus Fővezér)
- Liege Maximo
- Micronus Prime (Mikrónusz Fővezér)
- Nexus Prime (Nexus Fővezér)
- Onyx Prime (Ónix Fővezér)
- Prima Prime (Prima Fővezér)
- Quintus Prime (Quintus Fővezér)
- Solus Prime (Solus Fővezér)
- Vector Prime (Vector Fővezér)

Bányászok
- Barricade (Barikád)
- Bluestreak (Kék Villám)
- Brawn (Izmos)
- Deep Cover
- Firestar
- Gears (Fuvaros)
- Greenlight
- Jackpot
- Moonracer (Holdfutó)
- Hound (Vadászeb)
- Huffer (Fortyogó)
- Prowl (Portyázó)
- Ratchet (Racsni)
- Red Alert (Riadó)
- Sideswipe (Csatár)
- Sunstreaker (Napvillantó)
- Windcharger (Széllovas)

Őrgárda
- Acid Storm (Savvihar)
- Dirge (Sirató)
- Nova Storm (Villámvihar)
- Ramjet (Sugárhajtó)
- Redwing (Vörösszárny)
- Slipstream (Légcsavar)
- Thundercracker (Villámcsapás)
- Thrust (Löket)
- Wingstun

Iacon 5000 versenyzők
- Behemot
- Bludgeon (Husáng)
- Blurr (Blörr)
- Breakdown (Vibrátor)
- Clampdown
- Cosmos (Kozmosz)
- Cliffjumper (Sziklaugró)
- Crosscut (Vágat)
- Dead End
- Double Clutch
- Dragstrip (Kolonc)
- Fireflight
- High Beam
- Hot Rod (Nagyágyú)
- Inferno
- Jetstorm
- Jolt
- Kup
- Lightspeed
- Meanstreak
- Mirage (Délibáb)
- Motormaster (Gépmester)
- Motormouth
- Override (Gázoló)
- Powerglide (Motorszárny)
- Roadrocket
- Silverbolt (Ezüstnyíl)
- Skyfire (Röptűz)
- Slingshot
- Strafe
- Swindle (Svindli)
- Tailgate (Csapóhíd)
- Tailwind (Hátszél)
- Tankor
- Windblade